# Johnny Rapid
Johnny Rapid, občanským jménem Hylan Anthony Taylor (* 1992) je americký pornoherec a model, působící od roku 2011 v gay pornografii jako tzv. gay-for-pay, exkluzivně pro značku MEN.com. Žije v Oxfordu v okrese Newton County amerického státu Georgie.

## Kariéra
V roce 2010 absolvoval Okresní střední školu Rockdale. Podle vlastního vyjádření se šest let věnoval zápasení, byl členem školního zápasnického týmu.
Než si vybudoval svou produktivní kariéru u studia MEN.com, natočil několik scén pro servery Boys First Time a Bukkake Boys. Pro první z nich debutoval ve scéně nazvané Rapid Fire, která byla pořízena 26. září 2011 a publikována 23. prosince téhož roku. Druhou natočil 2. ledna 2012, a ta pak byla 17. února uveřejněna pod názvem Dick Dance. Pro Bukkake Boys pořídil asi devět scén, jež byly publikovány koncem roku 2011 a v roce následujícím. Ačkoli šlo o skupinové „bareback“ scény, Johnny Rapid se zúčastnil jen orálních aktivit.
V roce 2013 vystupoval jako jeden z hlavních zpovídaných pornoherců v dokumentu režiséra Charlieho Davida I'm a Porn Star, spolu s Brentem Everettem, Colbym Jansenem a Roccem Reedem. Původně šlo o 13dílnou dokumentární webovou sérii, která byla následujícího roku vydána i na DVD. Stal se také jedním z modelů značky Andrew Christian, produkující spodní prádlo s orientací na gay klientelu. Účinkoval pro ni v kampaních Waking Up With Johnny Rapid (duben 2013) a Studburbia (červenec 2013).
V lednu 2015 se mu dostalo širší pozornosti médií, když jeho domovská společnost MEN.com veřejně nabídla 2 miliony dolarů kanadskému zpěvákovi Justinu Bieberovi za natočení pornografické scény právě s Johnnym Rapidem. Nabídka přišla krátce po zveřejnění Biebrových fotografií z reklamní kampaně značky Calvin Klein.

### Filmografie
Výčet zahrnuje pouze scény vydané v rámci filmů na DVD apod., jednotlivé online scény nejsou zahrnuty, jakož i výběrové antologie věnované jiným hercům:
- Drill My Hole 3, 4, 6 a 8 (2012–2013)
- Jizz Orgy 1, 2 a 3 (2012–2013)
- Str8 to Gay 4 (2012)
- Football Fuckdown (2013)
- Johnny in a Box (2013)
- Johnny Rapid: Power Bottom (2013)
- Prison Shower (2013)
- Turn Me Into a Whore (2013)
- College John (2014)
- Daddy's Club (2014)
- Going West (2014)
- Houseboy (2014)
- Major League (2014)
- Stepfather's Secret (2014) a Stepfather's Secret: The Reunion (2015)
- There's Something About Johnny (2014)

### Ocenění
- 2013 Cybersocket Web Awards: nominace na Nejlepší pornohvězdu (Best Porn Star)[19] (vyhrál Dean Monroe[20])
- 2014 Cybersocket Web Awards: Nejlepší pornohvězda (Best Porn Star)[21][22]
- 2014 Grabby Awards: nominace v kategoriích Nejlepšího herce (Best actor) a Nejlepšího webového herce .[23][24] (vyhrál Jessy Ares, resp. Billy Santoro[25])
- 2015 Cybersocket Web Awards: nominace na Nejlepší pornohvězdu (Best Porn Star)[26] (vyhrál Jimmy Durano[27])
- 2014 Prowler Porn Awards: nominace na Nejlepší mezinárodní pornohvězdu (Best International Porn Star)[28]
- 2015 Grabby Awards: nominace v kategoriích Nejžhavější pasivní herec (Hottest Bottom), Webový účinkující roku (Web Performer of the Year) a spolu s Dirkem Caberem v kategorii Nejlepší párová scéna (Best Duo) za scénu ve snímku Stepfather’s Secret.[29]

Francouzský gay magazín Têtu ho jmenoval mezi desítkou nejlepších světových pornoherců roku 2013.